# Megophrys caobangensis
Megophrys caobangensis — вид жаб родини азійських часничниць (Megophryidae). Описаний у 2020 році.

## Поширення
Ендемік В'єтнаму. Поширений в провінції Каобанг на північному сході країни.

## Опис
Жаба завдовжки 35-39 мм. Тіло жовтувато-коричневого забарвлення. На голові є темнокоричневий трикутник, а на спині Х-подібний візерунок цього ж кольору.